# Stade TP Mazembe
Het Stade TP Mazembe is een multifunctioneel stadion Lubumbashi, een stad in Congo-Kinshasa. Het stadion wordt vooral gebruikt voor voetbalwedstrijden. De voetbalclubs TP Mazembe en CS Don Bosco spelen in dit stadion hun thuiswedstrijden. Het stadion is geopend in 2011 en biedt plaats aan 18.000 toeschouwers. 
In 2015 bereikte TP Mazembe de finale van de CAF Champions League, het internationale toernooi voor Afrikaanse clubs. De finale werd gespeeld op 8 november. In de finale werd gespeeld tegen het Algerijnse USM Alger. Er werd gewonnen met 2–0.